# Tape-out

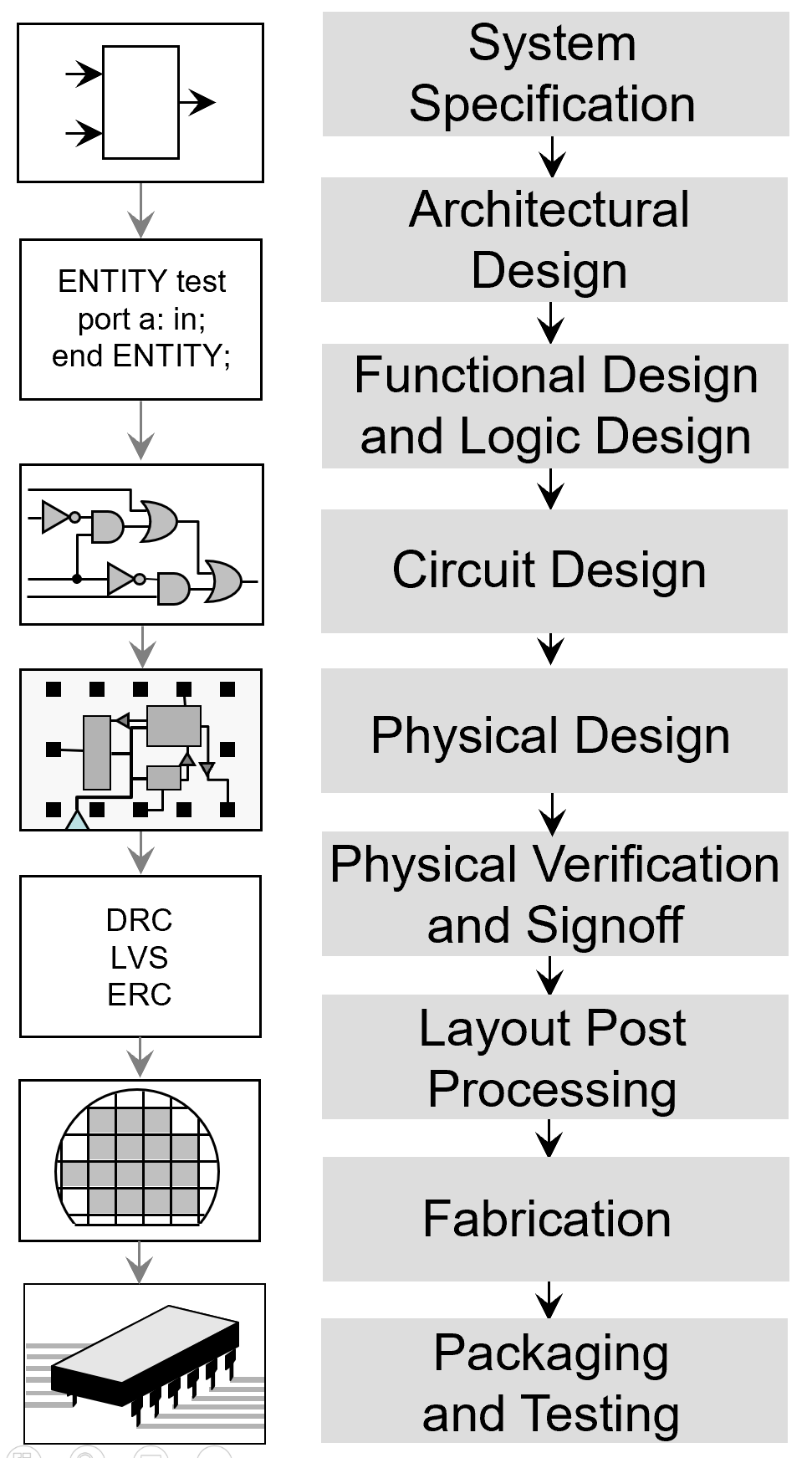
Passos principals en el flux de disseny de CI on es pot veure el Tape abans de la fabricació.

En el disseny d'electrònica i fotònica, la sortida de cinta (en anglès tape-out) és el resultat final del procés de disseny de circuits integrats o plaques de circuits impresos abans d'enviar-los a la fabricació. El tapeout és específicament el punt en què el gràfic de la fotomàscara del circuit s'envia a la instal·lació de fabricació.
Històricament, el terme fa referència als primers dies del disseny del circuit imprès, quan l'" il·lustració" ampliada (per a una major precisió) per a la fotomàscara es va "enganxar" manualment amb cinta de línia negra (normalment crepe Bishop Graphics) i també làmines Rubylith. A l'era de la postguerra dels anys 1940 i 1950, les tècniques desenvolupades per a la reproducció de circuits ràpida i de baix cost van evolucionar cap a la fabricació en 2D replicada fotogràficament. El verb "tapeout" ja s'utilitzava àmpliament per al procés i es va adoptar per a la fabricació de transistors, que va evolucionar cap a enfocaments de circuit integrat complet.
Actualment, el terme tapeout s'utilitza per descriure la creació de la pròpia fotomàscara a partir del fitxer CAD electrònic aprovat final. Els dissenyadors poden utilitzar aquest terme per referir-se a l'escriptura del fitxer final en disc o CD i la seva posterior transmissió a la foneria de semiconductors; no obstant això, en la pràctica actual, la foneria realitzarà comprovacions i realitzarà modificacions al disseny de la màscara específiques del procés de fabricació abans de la separació real. Aquestes modificacions de les dades de la màscara inclouen:
- Acabat d'encenall que inclou designacions i estructures personalitzades per millorar la fabricabilitat del disseny. Exemples d'aquests últims són un anell de segellat i estructures de farciment.
- Producció d'un disseny de retícula amb patrons de prova i marques d'alineació.
- Preparació de disseny a màscara que millora les dades de disseny amb operacions gràfiques i ajusta les dades per emmascarar els dispositius de producció. Aquest pas inclou tecnologies de millora de la resolució (RET), com ara la correcció de proximitat òptica (OPC) que corregeix el comportament ondulat de la llum en gravar les característiques a escala nanomètrica dels circuits integrats més moderns.[4]